# 安藤広一
安藤 広一（あんどう こういち、1959年7月26日 - ）は、日本の音楽プロデューサー。日本コロムビアA&C顧問、スピードスター・ミュージック代表取締役、元ルースターズのキーボーディスト。福岡県出身。

## 来歴
北九州市若松区出身。西南学院高等学校中退、駒澤大学中退。婦人画報編集部アルバイト。1983年6月にルースターズ加入、キーボード担当。1984年脱退。
フリーのプロデューサー、編曲家等を経て、1987年ビクターエンタテインメントに入社、ディレクターを務める。
1999年、スピードスター・ミュージック立ち上げに参加、代表取締役に就任。
フジロックフェスティバル silent breeze プロデューサー、音響商会プロデューサー、BARKS事業開発室長、日本コロムビア株式会社A&C顧問、日本音楽制作者連盟理事、「音楽主義」編集長を歴任。